# Awali
De Awali (Arabisch: نهر الأولي Nahr al-Awali) is een rivier in Zuid-Libanon. In de oudheid stond het bekend als de Asclepius. 
De Awali is 48 kilometer lang, afkomstig van de Barouk-berg op een hoogte van 1492 meter. De rivier wordt aangevuld door twee zijrivieren, de Barouk en de Aaray. De Awali is in het bovenste gedeelte ook bekend als de Bisri, en stroomt door de westelijke kant van het Libanon-gebergte naar de Middellandse Zee. Het vormt een keerpunt met een oppervlakte van ongeveer 294 km². De rivieren stromen uit in Joun Lake, dat deel uitmaakt van het Bisri Dam-project om de toevoer van zoet water naar de regio te verbeteren.